# KSVG (Software)

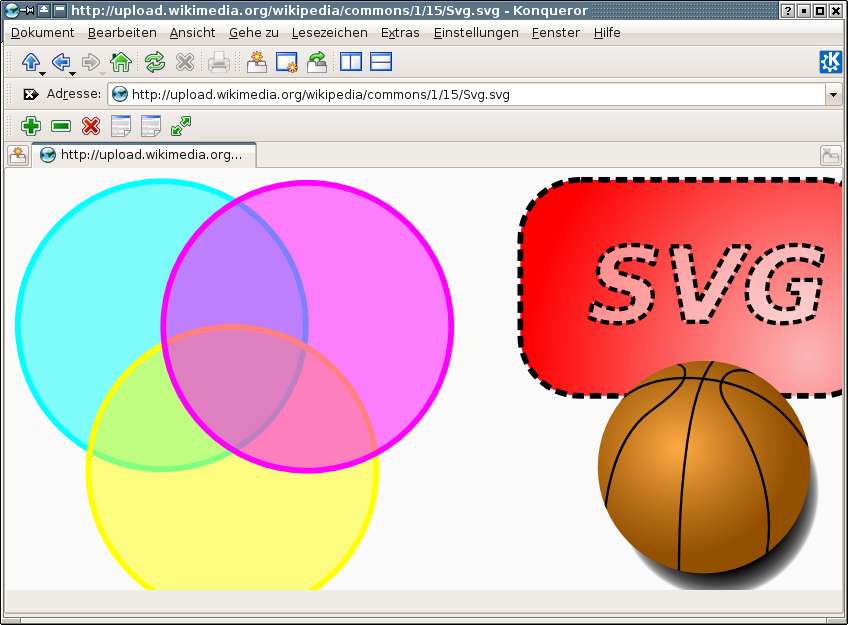
Ein Screenshot von Konqueror, der sich KSVG bedient, um eine SVG-Datei anzuzeigen.

Bei KSVG handelt es sich um eine KDE-spezifische Implementierung des vom World Wide Web Consortium empfohlenen SVG-Standards. Obwohl KSVG grundlegend als Plug-in für den Webbrowser Konqueror entworfen wurde, können SVG-Dateien auch problemlos in jeder anderen beliebigen KDE-Applikation eingebunden und angezeigt werden, da KSVG die KParts-Komponenten-Technologie verwendet.
Die Architektur von KSVG ähnelt sehr KDEs KHTML, der Rendering-Komponente für HTML, und wird außerdem von Apple für ihre eigene, von KHTML abgewandelte Rendering-Engine WebKit in dem Browser Safari verwendet.